# Świecie Przechowo
Świecie Przechowo – bocznica szlakowa w Świeciu, w dzielnicy Przechowo, w województwie kujawsko-pomorskim, w Polsce.